# Іноцибе Патуйяра
Іноцибе Патуйяра (Inocybe patouillardii Bres.) — отруйний гриб з родини Inocybaceae. Місцеві назви — плютка Патуйяра.

## Опис
Шапка 2—9 см у діаметрі, щільном'ясиста, тупоконусоподібна, згодом розпростерта, з горбом у центрі, спочатку біла, кремувата, пізніше нерівночервонувато-солом'яно-жовта, червоно-коричнювата, м'ясо-червона, волокниста, з часом радіально-тріщинувата. Пластинки червонувато-білуваті, пізніше оливково-коричнюваті, жовто-коричневі. Спори нерівнобічно-овальні (9)10-12(14) Х 5(6)-7,8 мкм, гладенькі. Ніжка 2-7(10) X 0,5—1,5(2) см; іноді зігнута, щільна, кольору шапки, місцями червонувата. М'якуш білий, при розрізуванні не змінюється або трохи червоніє лише в ніжці, з приємним запахом, неприємний на смак.

## Поширення та місця існування
Росте у листяних лісах, на узліссях, галявинах, у парках, під дубом і липою, рідко; з травня по серпень. Поширений на Поліссі, у Лісостепу. Росте у травні — серпні.

## Небезпека
Дуже небезпечний, отруйний гриб. Його іноді помилково збирають замість печериці або ковпака, від яких відрізняється формою шапки, відсутністю кільця на ніжці, світлим кольором пластинок. Містить отруйну речовину — мускарин.